# Monoklina
Monoklina (ali redko, monoforma, tudi monoklinala, fleksura, kolenasta guba) je stopničasta guba v vzporednih skalnih plasteh, ki jo sestavlja območje strmejšega padca znotraj sicer vodoravnega ali rahlo padajočega zaporedja in je na pregibu navadno tanjša.

## Nastanek
Monokline lahko nastanejo na več različnih načinov (glej diagram):
- Z diferencialnim zbijanjem nad ležečo strukturo, zlasti velikim prelomom na robu bazena zaradi večje zbitosti polnila bazena, bo amplituda gube postopoma zamrla navzgor.[1]
- Z blagim ponovnim aktiviranjem prejšnje ekstenzijske napake med fazo inverzije, ki povzroči zvijanje v prekrivnem zaporedju.[2]
- Kot oblika širjenja preloma je guba med širjenjem navzgor ekstenzijske prelomnice v tleh v prekrivno zaporedje.[3]
- Kot oblika širjenja preloma se zloži med širjenjem navzgor reverznega preloma v tleh v prekrivno zaporedje.[4]

## Primeri
- Waterpocket Fold v narodnem parku Capitol Reef, Utah[5]
- Comb Ridge v južnem Utahu[6]
- Grandview-Phantom Monocline v Grand Canyonu, Arizona[7]
- Grand Hogback v Koloradu[8]
- Gorovje Lebombo v južni Afriki[9]
- Monoklina Lapstone v Blue Mountains (Avstralija)[10]
- Monoklina Beaumaris v Viktoriji (Avstralija)[11]
- Monoklina Purbeck na otoku Purbeck, Dorset, Anglija[12]
- Fore-Sudetski monoklinal, Poljska[13]
- Monoklina Sindh, Pakistan[14]
- Torres Flexure, južna Brazilija[15]